# Échecs rapides

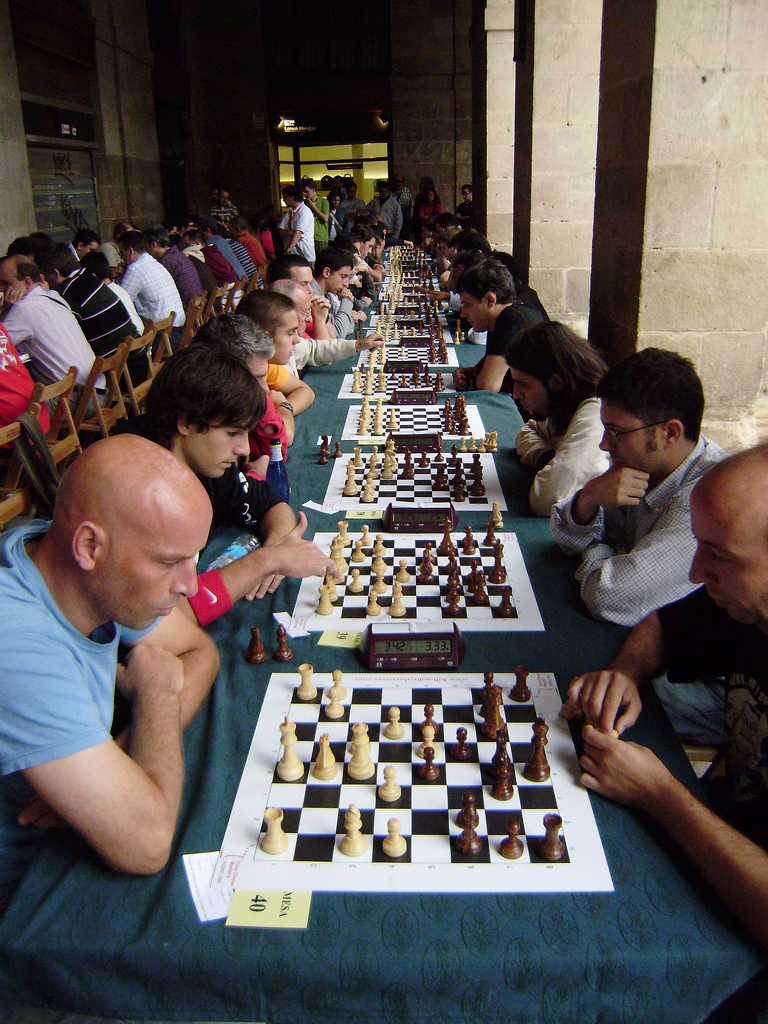
Tournoi d'échecs rapides à Bilbao.

Les échecs rapides ou jeu rapide ou échecs en parties rapides (anciennement appelés jeu semi-rapide ou parties semi-rapides) est une forme de jeu d'échecs dans laquelle les joueurs doivent  jouer tous leurs coups dans un temps limité fixé à l'avance qui est supérieur à 10 minutes (la limite était de 15 minutes avant le 1er juillet 2014)  mais inférieur à 60 minutes.
Situés entre les parties d'échecs de tournoi à cadence normale (« parties longues » ou « parties lentes ») et les échecs en blitz (« parties éclair »), les « échecs rapides » prennent une position médiane au niveau du temps de réflexion.
La consommation du temps utilisé par les joueurs est mesurée avec une pendule d'échecs. Le temps dont dispose chaque joueur pour jouer tous ses coups comprend le temps alloué au départ plus 60 fois l'incrément (temps ajouté à chaque fois que le joueur exécute son coup) ; ce total doit être d'au moins 10 minutes et inférieur à 60 minutes pour les échecs rapides. Alors que dans les échecs en blitz, chaque joueur dispose  de moins de 10 minutes pour jouer tous ses coups, dans les échecs normaux, dans la cadence longue, chaque joueur dispose de plus d'une heure.
Il existe des règles spéciales pour les échecs rapides qui ne sont pas valables pour les échecs normaux. Par exemple, la notation des coups, normalement obligatoire en parties lentes, n'est plus nécessaire.

## Exemples de cadences rapides
Dans le tournoi d'échecs de Zurich, plusieurs cadences étaient utilisées :
- en 2016, la cadence était de 40 min avec 10 s par coup, le temps calculé est de 40 min + 60 x 10 s = 50 minutes, considéré comme un jeu rapide.
- en 2017, la cadence était de 45 min avec 30 s d'incrément par coup, le temps calculé est de 45 min + 60 x 30 s = 1 h 15 minutes, considéré comme une cadence non rapide.

Dans le championnat du monde de parties rapides, la cadence utilisée est de 15 minutes avec 10 secondes d'incrément par coup, le temps calculé est de 15 min + 60 x 10 s = 25 minutes.

## Championnats du monde
Les échecs rapides sont un développement relativement récent dans le monde du jeu d'échecs, ne devenant populaires que vers le milieu des années 1980. Les échecs « normaux » et les échecs en blitz (« éclair ») ont une histoire beaucoup plus ancienne.
En 1988, une première compétition officielle de ce type est organisée par la Fédération internationale des échecs (FIDE) ; elle est appelée « championnat du monde d'Active Chess » (de anglais active chess, « échecs actifs »). Ce tournoi à élimination directe est remporté par le grand maître russe Anatoli Karpov.
En 2012, la FIDE organise pour la première fois un championnat du monde d'échecs de parties rapides, à Astana au  Kazakhstan. Ce tournoi à un tour est joué avec 16 participants ; le temps de réflexion est de 15 minutes, plus 10 secondes par coup. Le russe Sergueï Kariakine remporte le tournoi.
En 2013, le russe Shakhriyar Mamedyarov remporte la deuxième édition du championnat, organisé à Khanty-Mansiysk. En 2014 et 2015, Magnus Carlsen remporte le titre deux fois de suite, respectivement à Dubaï et Berlin. En 2016, le russe Vassili Ivantchouk remporte le titre à Doha. En 2017, l'indien Viswanathan Anand remporte le titre à Riyad.